# Björn jorsalfari Einarsson
Björn jorsalfari Einarsson (apelidado de o Viajante de Jerusalém, m. 1415), foi um magistrado e governador (hirðstjóri), assim como explorador de Vatnsfjörður, Ísafjarðardjúp na Islândia entre o século XIV e XV. O seu apelido refere-se a quatro viagens que realizou à Terra Santa em 1379, 1385, 1388 e 1415. Residiu na Gronelândia entre 1385 e 1387, e segundo as crónicas contemporâneas, atraiu a atenção enquanto acompanhava a sua esposa, uma dama sempre ricamente bem vestida. Nesse período foi acusado de comercio ilícito e viu-se forçado a mudar-se para a Noruega em 1388 para defender a sua causa que, finalmente, venceu ao ser declarado inocente em 20 de maio de 1389. Foi um dos islandeses que mais viajou no seu tempo, destacando-se também a sua peregrinação a Santiago de Compostela, Espanha durante a sua última peregrinação.
Foi o seu filho adoptivo, Einar, quem escreveu as suas memórias sobre aventuras e descobrimentos no Atlântico norte e a breve narração sobre o seu encontro com os skræling.
Björn era filho de Einar Eiríksson (m. 1383), neto de Eiríkur Sveinbjörnsson (um cavalheiro da nobreza de Vatnsfjörður, 1316-1340), bisneto de Sveinbjörn súðvíkingur Sigmundsson e este por sua vez filho de Sigmundur Gunnarsson, que era filho de Gunnar Þorsteinsson, um personagem da saga Sturlunga, que apoiou Þórður kakali Sighvatsson contra Kolbeinn ungi Arnórsson na batalha de Flóabardagi (1244).